# Manoir de Nordsjö

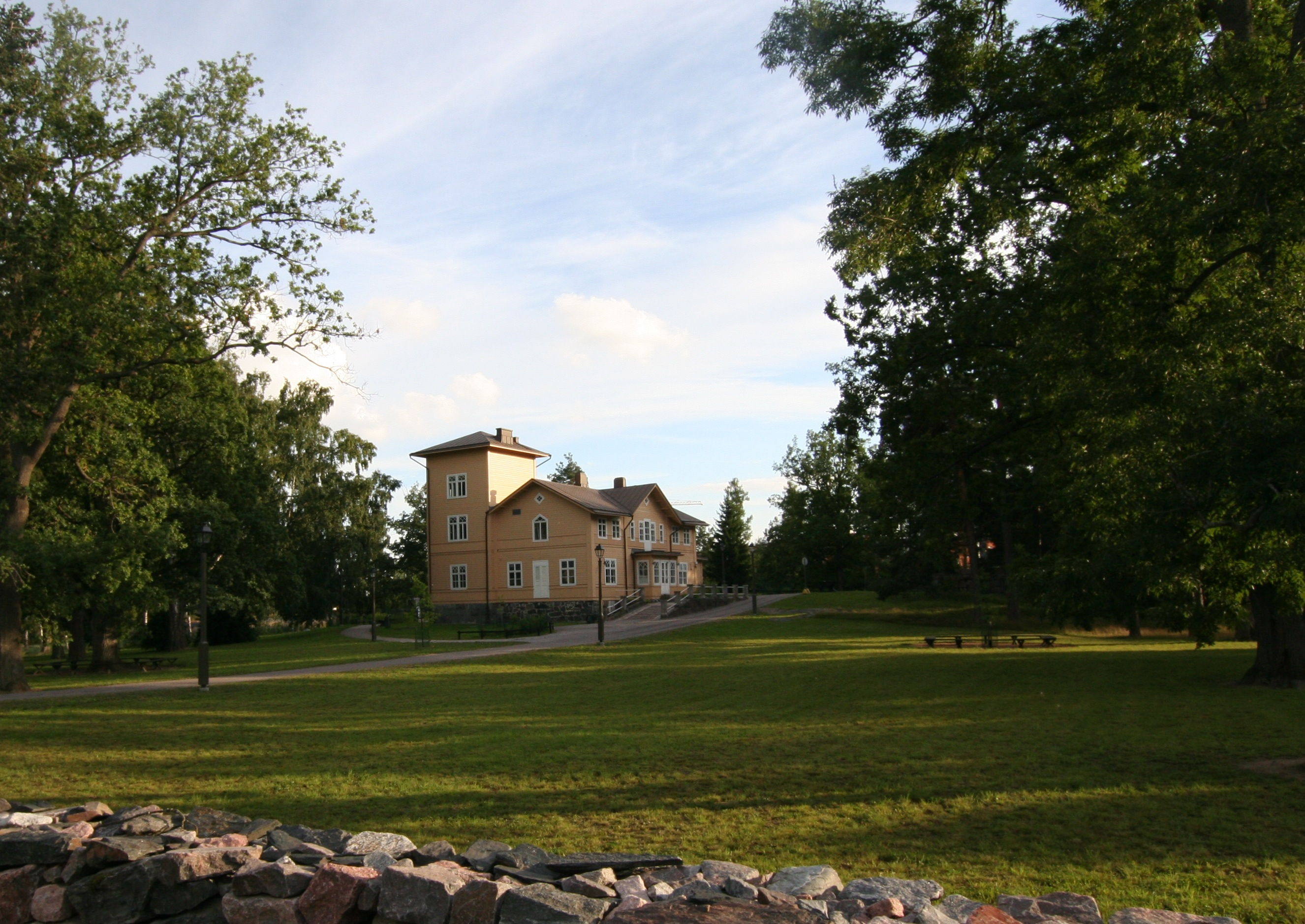
Le bâtiment principal du Manoir de Nordsjö.

Nordsjön kartano (en suédois : Nordsjö gård, en français : Le Manoir de Nordsjö) est une section du quartier de Vuosaari à Helsinki, la capitale de la Finlande.

## Description
Nordsjön kartano a une surface de 1,28 km2, sa population s'élève à 69 habitants(1.1.2010) pour 31 emplois(31.12.2011).

## Galerie

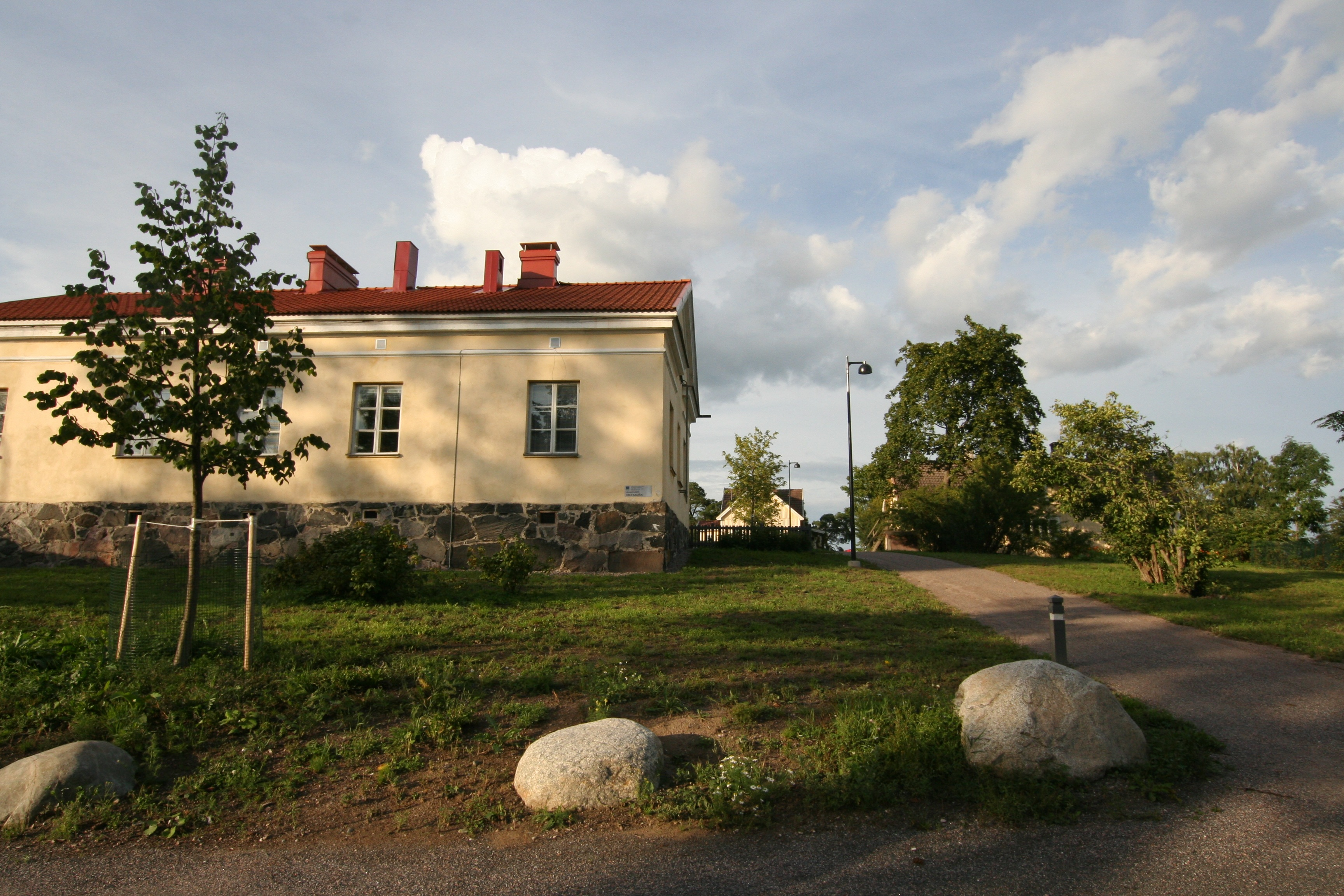
Dépendance du Manoir.
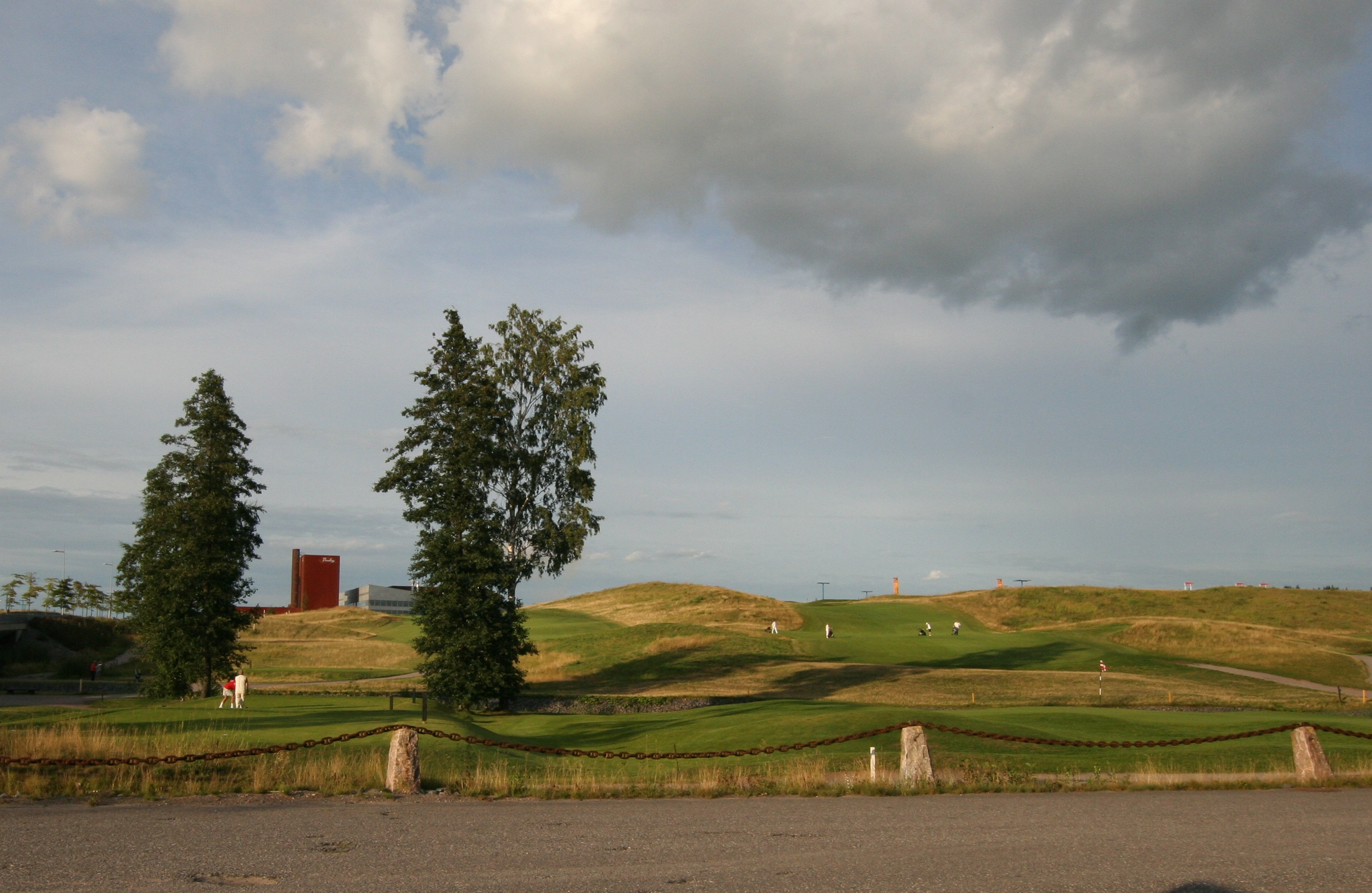
Parcours de Golf.